# Delfts blauw

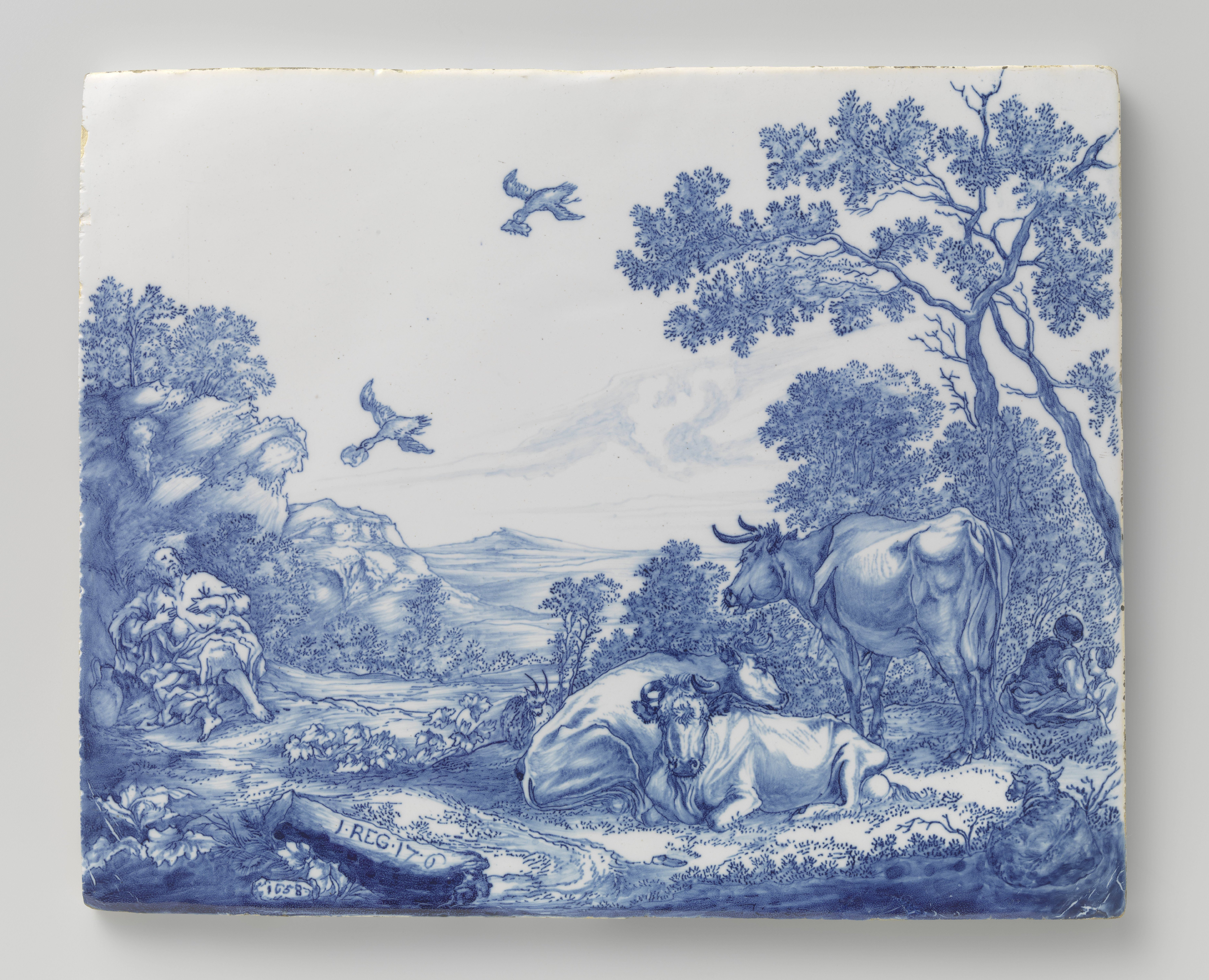
Anoniem. Plaat met voorstelling van de profeet Elia door de raven gevoed. 1658. Amsterdam, Rijksmuseum Amsterdam.

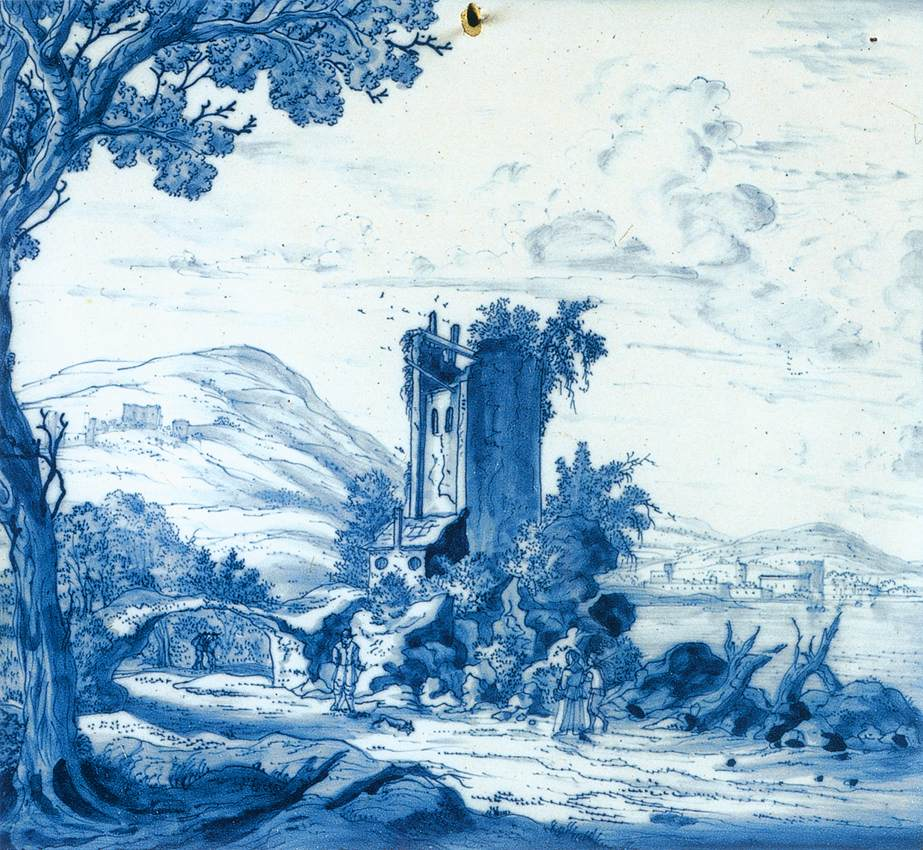
Anoniem. Plaat, in blauw beschilderd met landschap en figuren. Ca. 1665. Amsterdam, Rijksmuseum Amsterdam.

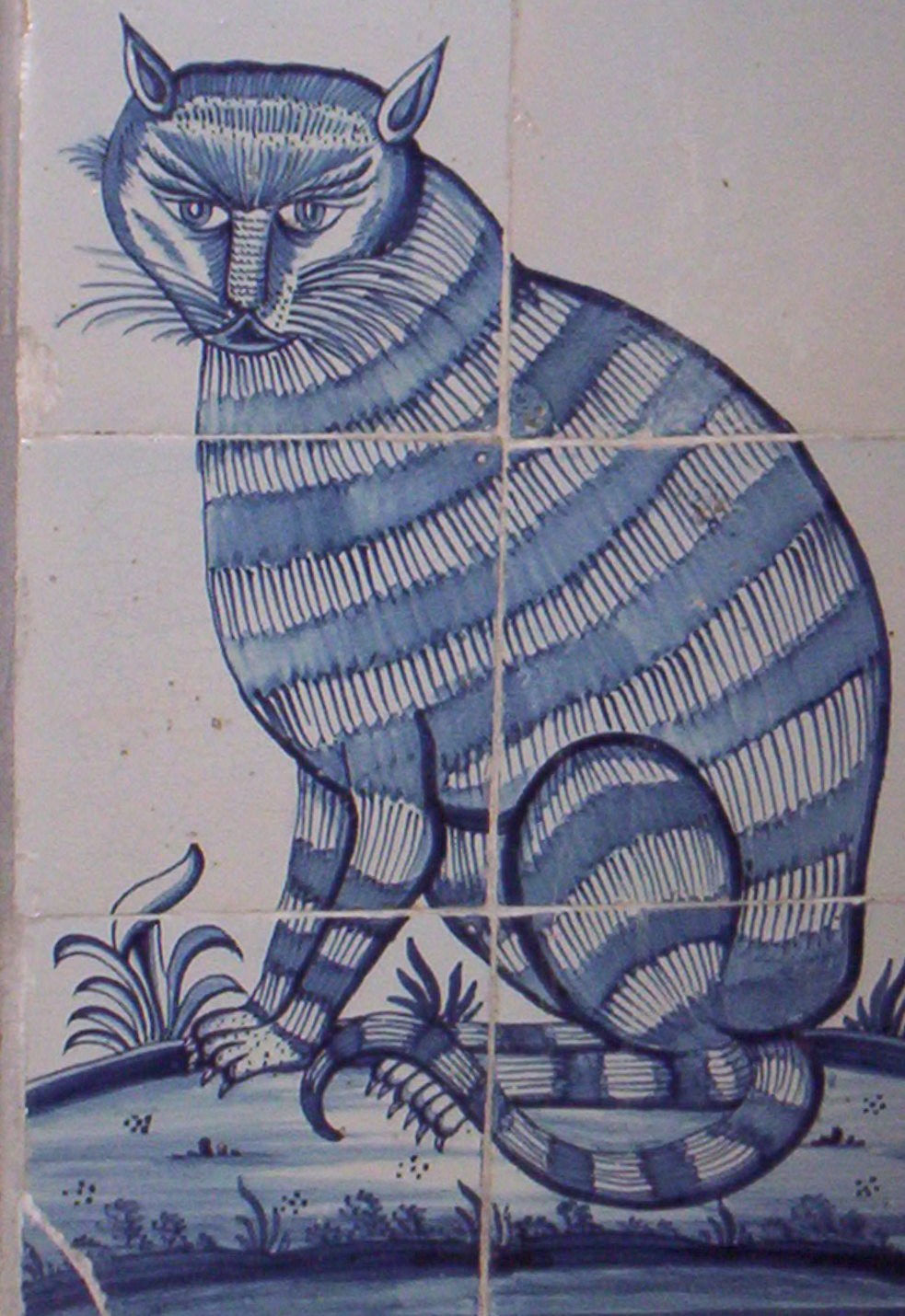
Kat op tegels in het Provinciehuis te Haarlem

Delfts blauw is een type faience (aardewerk) met blauwe decoratie, dat traditioneel in Delft wordt vervaardigd. Het ontstond aan het einde van de 16e eeuw als goedkoop alternatief voor het blauwwitte Chinese porselein. Het Delfts blauw werd in korte tijd zeer populair en beleefde een bloeiperiode in de periode 1650-1750, toen er in Delft een honderdtal aardewerkfabrieken actief waren. De industrie werd omstreeks 1800 weggevaagd door goedkoper aardewerk uit met name Engeland (Staffordshire). Tegenwoordig zijn er nog maar weinig fabrieken die op een traditionele manier Delfts blauw produceren, twee van deze fabrieken zijn "De Porceleyne Fles" en "Heinen Delfts Blauw". Het traditionele schilderwerk is te herkennen aan het merkteken aan de onderkant van het product. Andere soorten Delfts aardewerk zijn bijvoorbeeld het meerkleurige Boerendelfts en het Delfts wit.

## Ontstaan
In de 16e eeuw introduceren Vlaamse pottenbakkers het tinglazuur in de noordelijke Nederlanden, ter vervanging van het aloude loodglazuur. Dit tinglazuur aardewerk ontstond in Italië in de 15e eeuw en is beter bekend als majolica. De eerste Delftse producten in tinglazuur worden dan ook met bonita in die term aangeduid. Aan het einde van de 16e eeuw introduceren eerst de Portugezen en later de Nederlanders zelf Chinees porselein, met zijn kenmerkende blauwe beschildering, in Nederland. Dit geïmporteerde porselein was fijn en sierlijk en was onmiddellijk zeer gewild. Alleen de zeer rijken konden het zich echter permitteren. De Delftse majolicabakkers, die nog geen echt porselein konden maken, maakten wel imitatie-porselein. Dit was rood aardewerk bedekt met een wit dekkend oppervlak, waarin men gekleurde decoraties aanbracht.
Door toevoeging van mergel konden de majolicabakkers hun product verbeteren, het aardewerk werd dunner en werd faience genoemd. In het begin brachten de Delftse bakkers vooral oosterse decoraties aan op de Delftse faience. Later werden de afbeeldingen Nederlands van aard. Met Delfts blauw wordt dus eigenlijk Delftse faience bedoeld. Het had succes, want rond 1700 waren er alleen al in Delft 33 bakkerijen. Deze worden ook wel aangeduid met het woord plateel, een middeleeuws woord voor 'platte schotel'. De bakkerijen maakten niet alleen pronkstukken, maar ook veel eenvoudige gebruiksartikelen. Elke bakkerij had zijn eigen, door het stadsbestuur van Delft vastgelegde merkteken.

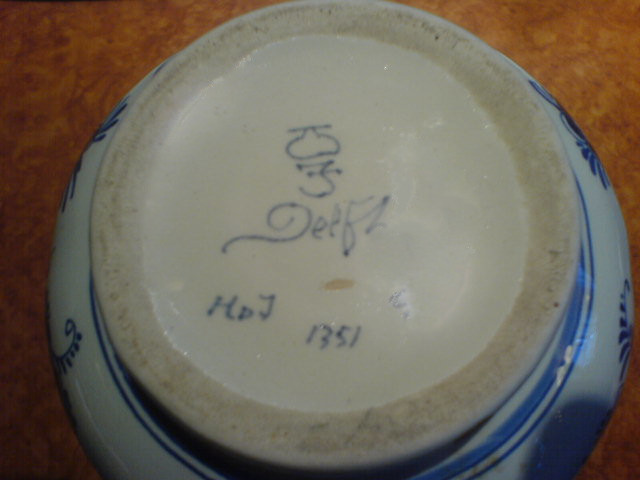
Merkteken van De Porceleyne Fles, vervaardigingsjaar 1959

## Bloeiperiode
Beroemd zijn vooral de tegels, apothekersflessen, sierborden, vazen, kandelaars en serviesgoed. Het eerste Chinese porselein dat de VOC naar Nederland vervoerde, is gemaakt gedurende de Ming-dynastie. Dit verklaart dat veel van de Delftse producten, ook ver na de val van deze dynastie (1644), met typisch Ming-achtige of Wanli motieven versierd zijn. Maar het Delfts blauw is meer dan goedkopere aardewerken kopieën van Chinees porselein. In de 17e eeuw wisten Delftse keramiekschilders als Isaac Junius, Frederik van Frytom en Arie de Milde de kwaliteit van hun producten tot grote hoogte te brengen. Ze zorgden door nieuwe schilder- en baktechnieken steeds weer voor verrassingen.

## Verval
In de tweede helft van de 18e eeuw verdwenen de plateelbakkerijen in Delft een voor een. In 1794 waren er nog tien 'manufacturen' over. Er was minder vraag naar het Delftse blauw door de opkomst van goedkoop, maar kwalitatief goed Engels aardewerk.

## Eenentwintigste eeuw
De in 1653 gestichte bakkerij De Porceleyne Fles is de enige die sinds de 17e eeuw continu in bedrijf is geweest. Andere bakkerijen zijn Goedewaagen, De Delftse Pauw, De Candelaer en Heinen Delfts Blauw. Deze bakkerijen zijn open voor publiek. Tijdens de rondleidingen, workshops en bezichtigingen ziet men hoe het Delfts Blauw nu nog steeds op authentieke wijze wordt vervaardigd.
Ook nu nog is Delft, mede door de talrijke galerieën, een trekpleister voor liefhebbers van hedendaags keramiek.

## Collecties
Nederlandse musea met Delfts blauw in de collectie:
- Kunstmuseum Den Haag
- Royal Delft
- Keramiekmuseum Princessehof te Leeuwarden
- Museum Het Prinsenhof te Delft
- Paleis Het Loo
- Rijksmuseum Amsterdam
- Rijksmuseum Twenthe
- Zwanenbroedershuis in 's-Hertogenbosch